# Escut de Puig-reig

Escut oficial de Puig-reig

L'escut oficial de Puig-reig té el següent blasonament:
Escut caironat truncat i semipartit: 1r. d'argent, un mont de sinople movent de la punta somat d'una corona reial d'or; 2n. de gules, una creu de Malta (d'argent); i al tercer, d'or, 4 pals de gules. Per timbre una corona mural de poble.

## Història
Va ser aprovat el 7 de juliol de 1987 i publicat al DOGC el 24 del mateix mes amb el número 868.
El mont amb la corona reial són elements parlants referents a l'etimologia del nom del poble, "el puig del rei". Puig-reig fou el centre d'una comanda templera(1187-1312); més endavant la comanda va passar a l'orde de Sant Joan de Jerusalem, fins a 1805; aquest fet es veu reflectit a l'escut per la creu de Malta. Finalment, apareixen les armes reials de Catalunya, que al·ludeixen a la jurisdicció sobre el poble, que originalment pertanyia als vescomtes de Berga, i més tard als comtes de Barcelona.